# 錦帶橋
34°10′03.4″N 132°10′42.3″E / 34.167611°N 132.178417°E

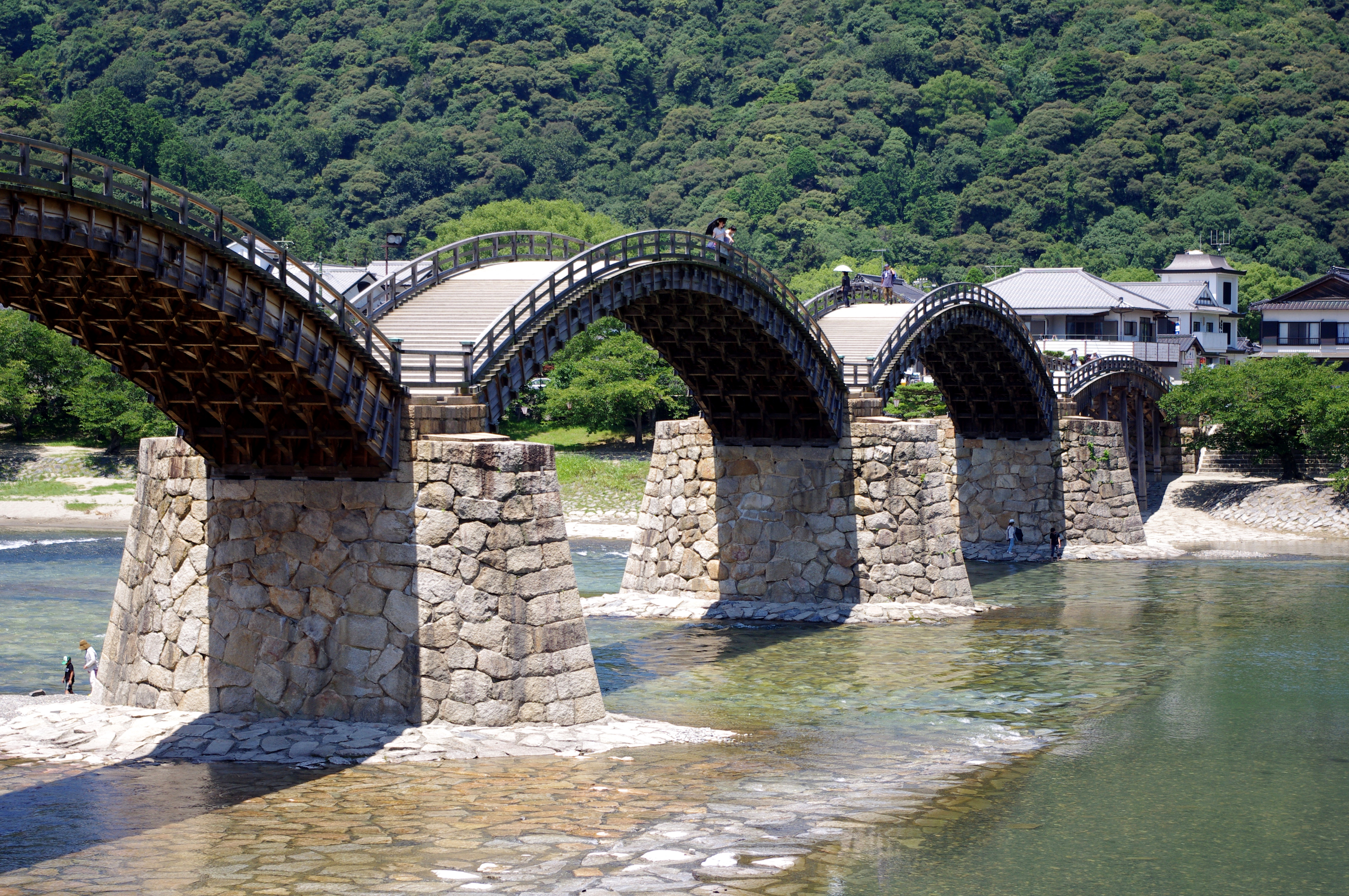
錦帶橋（2010年7月）

錦帶橋是位於日本中國地方山口縣岩國市橫跨錦川的木造拱桥橋樑，也是當地知名的觀光景點；與位於東京都中央區的日本橋和位於長崎縣長崎市的眼鏡橋共同被列為日本三名橋。
整座橋樑由五座拱橋組成，全長193.3公尺，寬5.0公尺，除橋墩由石頭以外，橋身完全為木造。現在的錦帶橋為1953年所重建。

## 歷史
過去17世紀時，位於岩國領的政治中心岩國城與其城下町之間以錦川作為天然的屏障，錦川以西為領主及上級武士的住所，錦川以東則為下級武士及一般居民的住所。由於錦川有時在水量過大時渡輪無法行駛，在當時若無橋梁兩岸往來非常不便，有時甚至影響岩國領的政務運作，自1639年起，岩國領即多次在此興建橋梁，但也多次在錦川暴漲時遭到沖毀。
後來的岩國領領主吉川廣嘉為避免橋梁再次沖毀，派遣工匠至各地考察後，決定參考當時中國西湖的橋樑型式，利用多座小島將多座拱橋串聯以跨越寬達200公尺的錦川，但在錦川上並不像西湖有小島可利用，因此改採石垣作為連結的橋墩，增加抵抗洪水的能力；最終在1673年完成這座由連續五座拱橋組成的橋梁，但這座橋僅使用約半年即被洪水沖毀，經改良加強橋墩後重新建造的橋梁於1675年完成，這次完成的橋梁順利的度過了接下來的276年，直到1950年的颱風凱西亞帶來的大水將其沖毀，現在的錦帶橋則是在1953年依據原貌重建。
最初完成的橋梁在當時被稱為「大橋」，在岩國領提供給江戶幕府的文書中則記載為「岩國大橋」，此外也曾先後使用過「凌雲橋」、「五龍橋」、「帶雲橋」、「算盤橋」等多個名稱；
「錦帶橋」的名稱則是最早出現在1706年，當時岩國的儒生宇都宮遯庵首次以「錦帶橋」來稱呼這座橋，但在當時仍未成為正式名稱；直到1772年至1780年期間才由岩國領官方決定以「錦帶橋」作為正式名稱。

## 圖片集

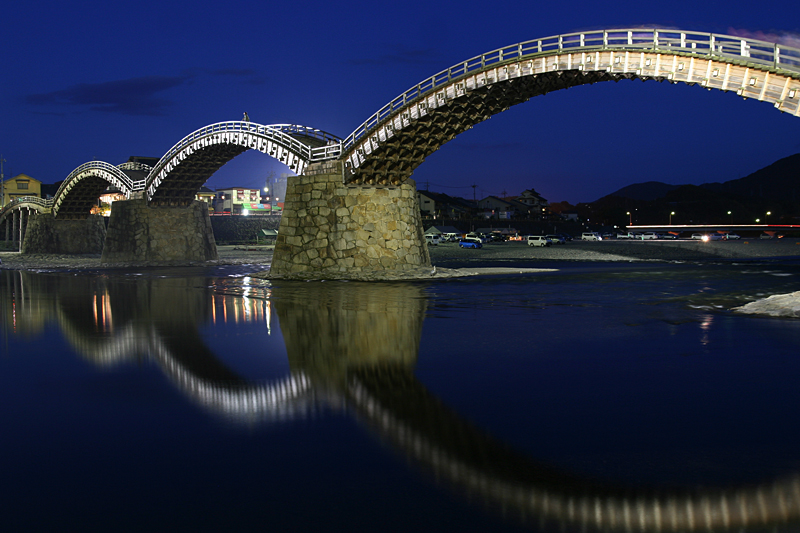
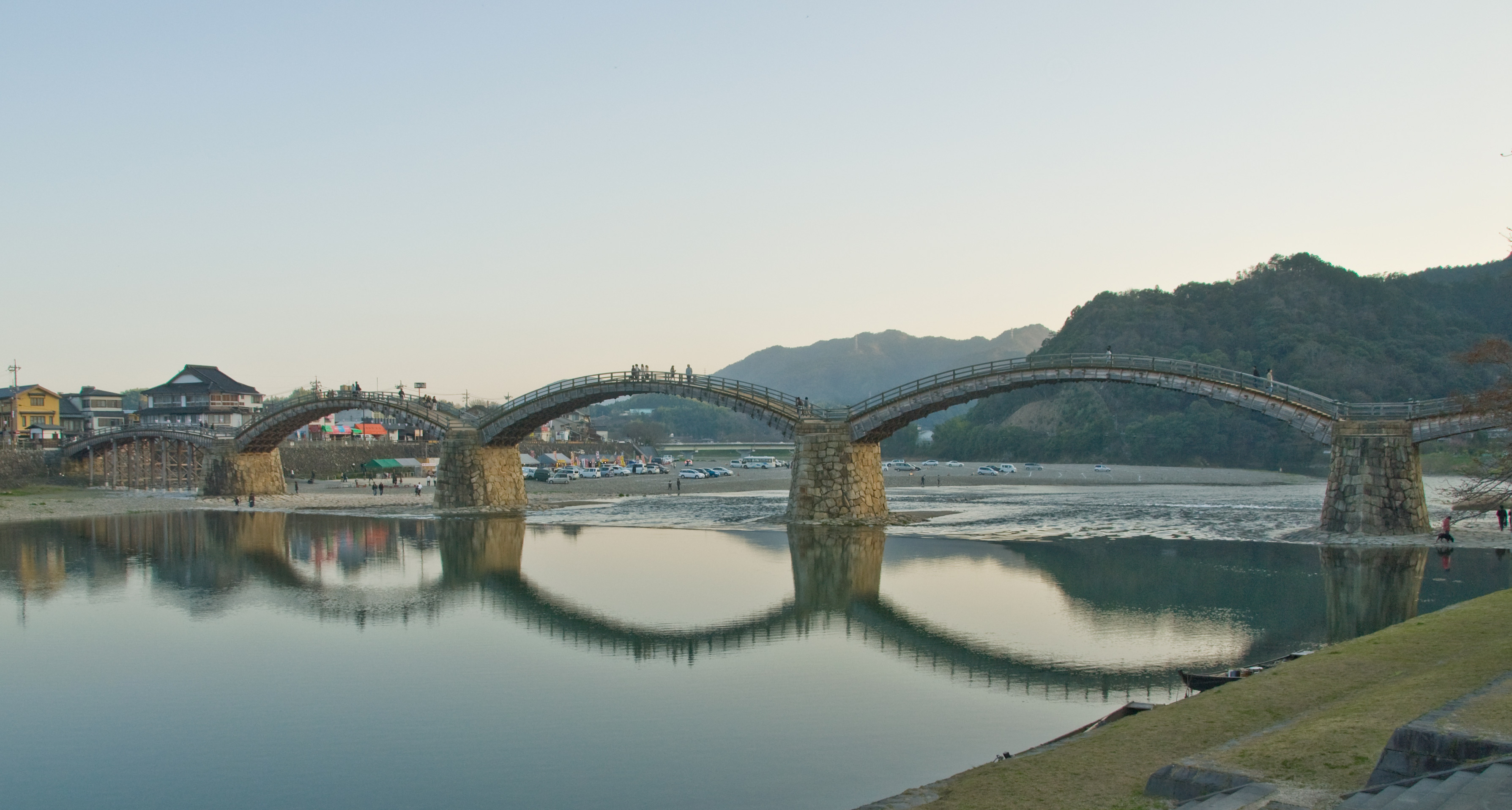
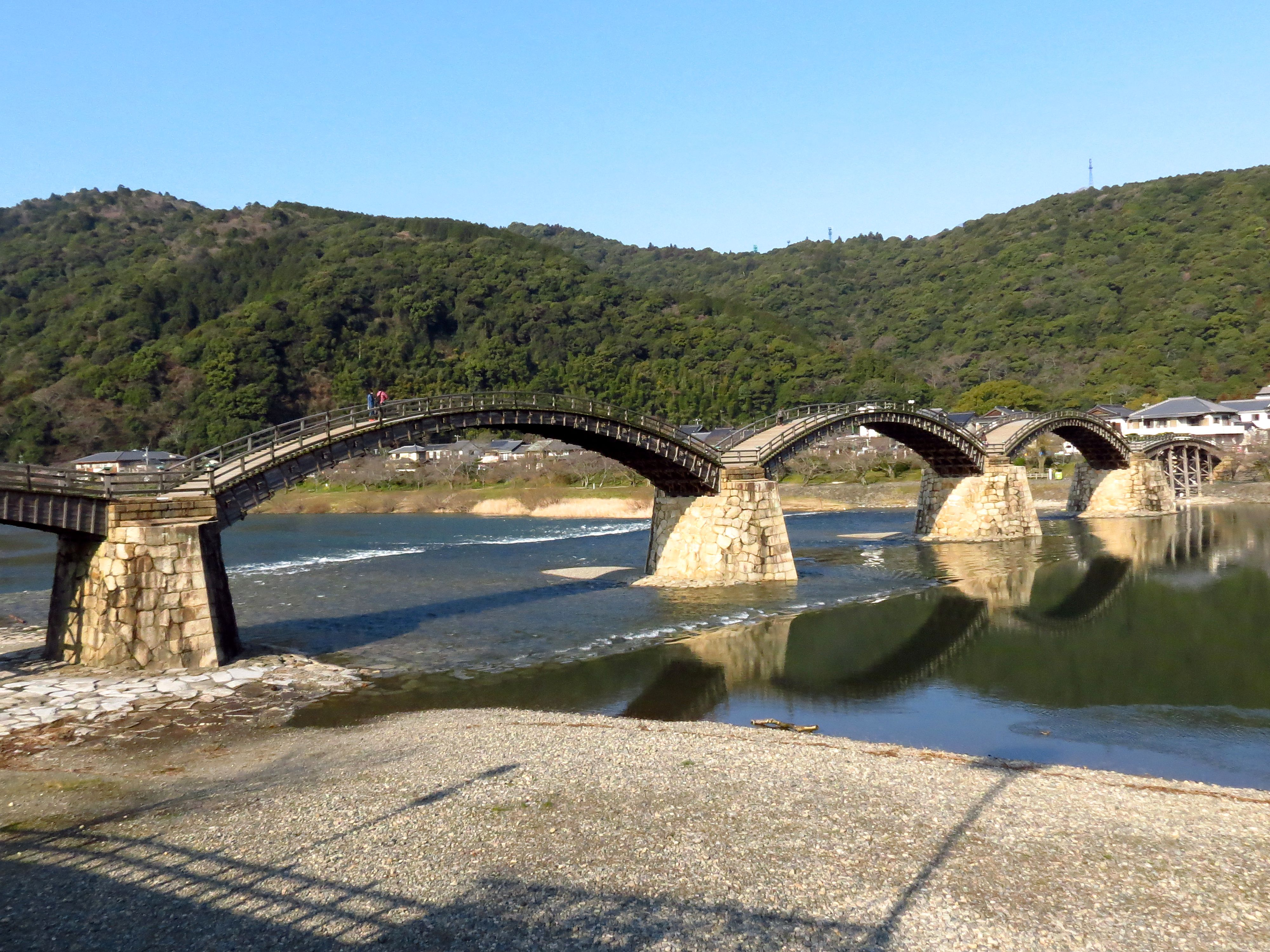

## 外部連結
- （日語）錦帶橋官方網站 （页面存档备份，存于）